# Summe der positiven Einkünfte
Die Summe der positiven Einkünfte ist im deutschen Steuerrecht die Summe der Einkünfte aus den sieben Einkunftsarten unter Ausschluss negativer Einkünfte. Das Recht der Sozialversicherungen (Ermittlung des Krankenkassenbeitrags freiwillig Versicherter) knüpft an diesen Begriff an.
Die Summe der positiven Einkünfte ist nicht zu verwechseln mit der positiven Summe der Einkünfte. Die positive Summe der Einkünfte bedeutet "Summe der Einkünfte, sofern positiv". Mathematisch entspricht sie dem Maximum der Summe der Einkünfte und Null.

## Beispiel
| Einkünfte                                |            |            |
| Einkünfte aus selbständiger Arbeit       | +100.000 - | +100.000 - |
| Einkünfte aus Kapitalvermögen            | +60.000 -  | +60.000 -  |
| Einkünfte aus Vermietung und Verpachtung | -150.000 - |            |
| = Summe der Einkünfte                    | +10.000 -  |            |
| = Summe der positiven Einkünfte          |            | +160.000 - |